# Walter Maria Förderer

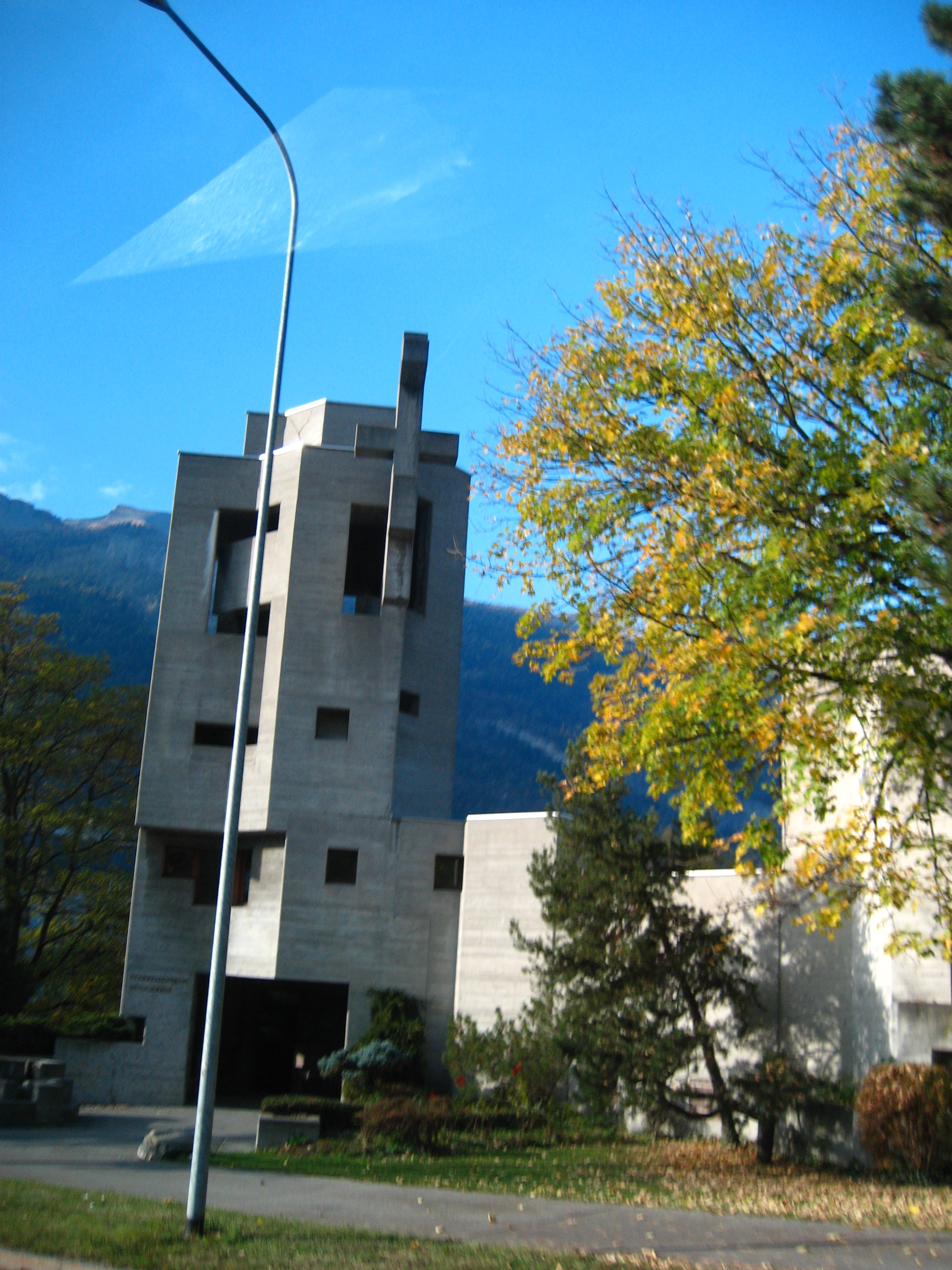
KKH i Chur av Walter Maria Förderer från 1969.

Walter Maria Förderer, född 21 mars 1928, död den 29 juni 2006,  var en schweizisk arkitekt, konstnär, lärare och politiker.
Förderer föddes i Nohl i Schweiz och utbildade sig till  konstnär med inriktning på skulptur vid universitetet i Basel. Efter avlagd examen träffade han arkitekten Hermann Baur och blev på så sätt inspirerad att fördjupa sig inom arkitektur. 
1956 startade Förderer ett arkitektkontor som han framgångsrikt drev fram till mitten av 1970-talet tillsammans med två medarbetare. Kontorets produktion, som geografisikt begränsar sig till Schweiz, domineras av kyrkobyggen, större skolprojekt och andra offentliga byggnader. Arkitekturen är skulpturalt brutalistisk med komplexa geometrier och en generellt rå materialbehandling med ytor i exponerad betong och stål. 
Parallellt med verksamheten var Förderer lokalpolitiker inom de schweiziska Socialdemokraterna samt lärare inom konst och arkitektur vid diverse högskolor och universitet. Bland annat var han professor vid universitetet i Stuttgart mellan 1986 och 1993.
Walter Maria Förderer avled år 2006 i Thayngen i Schweiz, 78 år gammal.

## Verk i urval
- Realskolan Brunnmatt, Basel, 1960-1964
- Katholische Kirchenzentrum Heiligkreuz (KKH), Chur, 1966-1969
- St Nicolaskyrkan, Hérémence, 1968-1971